# Germigny (Yonne)
Pour les articles homonymes, voir Germigny.
Germigny est une commune française située dans le département de l'Yonne, en région Bourgogne-Franche-Comté.

## Géographie

### Climat
Pour des articles plus généraux, voir Climat de la Bourgogne-Franche-Comté et Climat de l'Yonne.
En 2010, le climat de la commune est de type climat océanique dégradé des plaines du Centre et du Nord, selon une étude du Centre national de la recherche scientifique s'appuyant sur une série de données couvrant la période 1971-2000. En 2020, Météo-France publie une typologie des climats de la France métropolitaine dans laquelle la commune est exposée à un climat océanique altéré et est dans la région climatique  Lorraine, plateau de Langres, Morvan, caractérisée par un hiver rude (1,5 °C), des vents modérés et des brouillards fréquents en automne et hiver. 
Pour la période 1971-2000, la température annuelle moyenne est de 10,8 °C, avec une amplitude thermique annuelle de 15,7 °C. Le cumul annuel moyen de précipitations est de 725 mm, avec 11,5 jours de précipitations en janvier et 7,8 jours en juillet. Pour la période 1991-2020, la température moyenne annuelle observée sur la station météorologique de Météo-France la plus proche, « Chessy-les-Pres_sapc », sur la commune de Chessy-les-Prés à 11 km à vol d'oiseau, est de 11,2 °C et le cumul annuel moyen de précipitations est de 756,5 mm. 
La température maximale relevée sur cette station est de 41,4 °C, atteinte le 25 juillet 2019 ; la température minimale est de −22,2 °C, atteinte le 2 janvier 1997,,. 
Les paramètres climatiques de la commune ont été estimés pour le milieu du siècle (2041-2070) selon différents scénarios d'émission de gaz à effet de serre à partir des nouvelles projections climatiques de référence DRIAS-2020. Ils sont consultables sur un site dédié publié par Météo-France en novembre 2022.

## Urbanisme

### Typologie
Au 1er janvier 2024, Germigny est catégorisée commune rurale à habitat dispersé, selon la nouvelle grille communale de densité à sept niveaux définie par l'Insee en 2022.
Elle est située hors unité urbaine. Par ailleurs la commune fait partie de l'aire d'attraction de Saint-Florentin, dont elle est une commune de la couronne,. Cette aire, qui regroupe 19 communes, est catégorisée dans les aires de moins de 50 000 habitants,.

### Occupation des sols
L'occupation des sols de la commune, telle qu'elle ressort de la base de données européenne d’occupation biophysique des sols Corine Land Cover (CLC), est marquée par l'importance des territoires agricoles (86,9 % en 2018), une proportion sensiblement équivalente à celle de 1990 (87,7 %). La répartition détaillée en 2018 est la suivante : 
terres arables (61,3 %), zones agricoles hétérogènes (13,2 %), prairies (12,4 %), forêts (7,7 %), zones urbanisées (3,9 %), zones industrielles ou commerciales et réseaux de communication (1,4 %). L'évolution de l’occupation des sols de la commune et de ses infrastructures peut être observée sur les différentes représentations cartographiques du territoire : la carte de Cassini (XVIIIe siècle), la carte d'état-major (1820-1866) et les cartes ou photos aériennes de l'IGN pour la période actuelle (1950 à aujourd'hui).

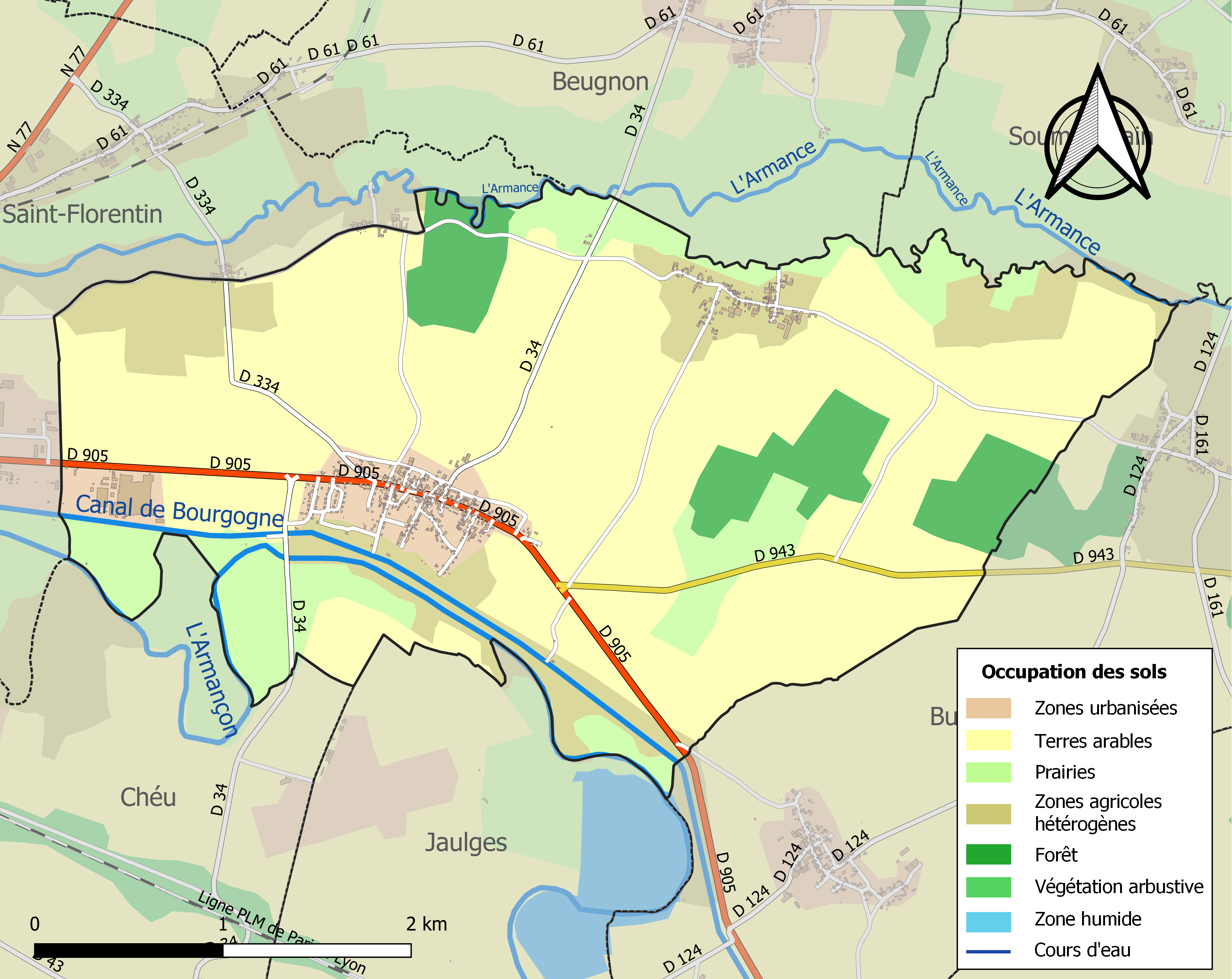
Carte des infrastructures et de l'occupation des sols de la commune en 2018 (CLC).

## Histoire
1889 : emprunt pour construction groupe scolaire et Mairie (montant 45 000 Fr).
19 août 1893 : chute de la foudre sur le clocher (montant des réparations : 4 000 Fr).
28 juin 1894 : fin de la construction du groupe scolaire.
Août 1900 : construction de la pompe école des filles.
Juin 1902 : construction d´un nouveau cimetière.
Décembre 1903 : drapeau conscrit.
Avril 1903 : ouverture nouveau cimetière.
Novembre 1904 : suppression de la mare du Vieux Champs.
Août 1905 : construction pont-bascule et abri pour poids (à côté de l´actuel abribus).
1er avril 1913 : désaffectation de l´ancien cimetière.
1920 : édification monument aux morts (créé par Planson, 27 500 Fr), entouré en 1921.
26 novembre 1922 : une partie de l'église classée aux monuments historiques, seconde partie classée en 1929.
Août 1936 : projet eau potable
1937 : bûcher de l´école

## Politique et administration

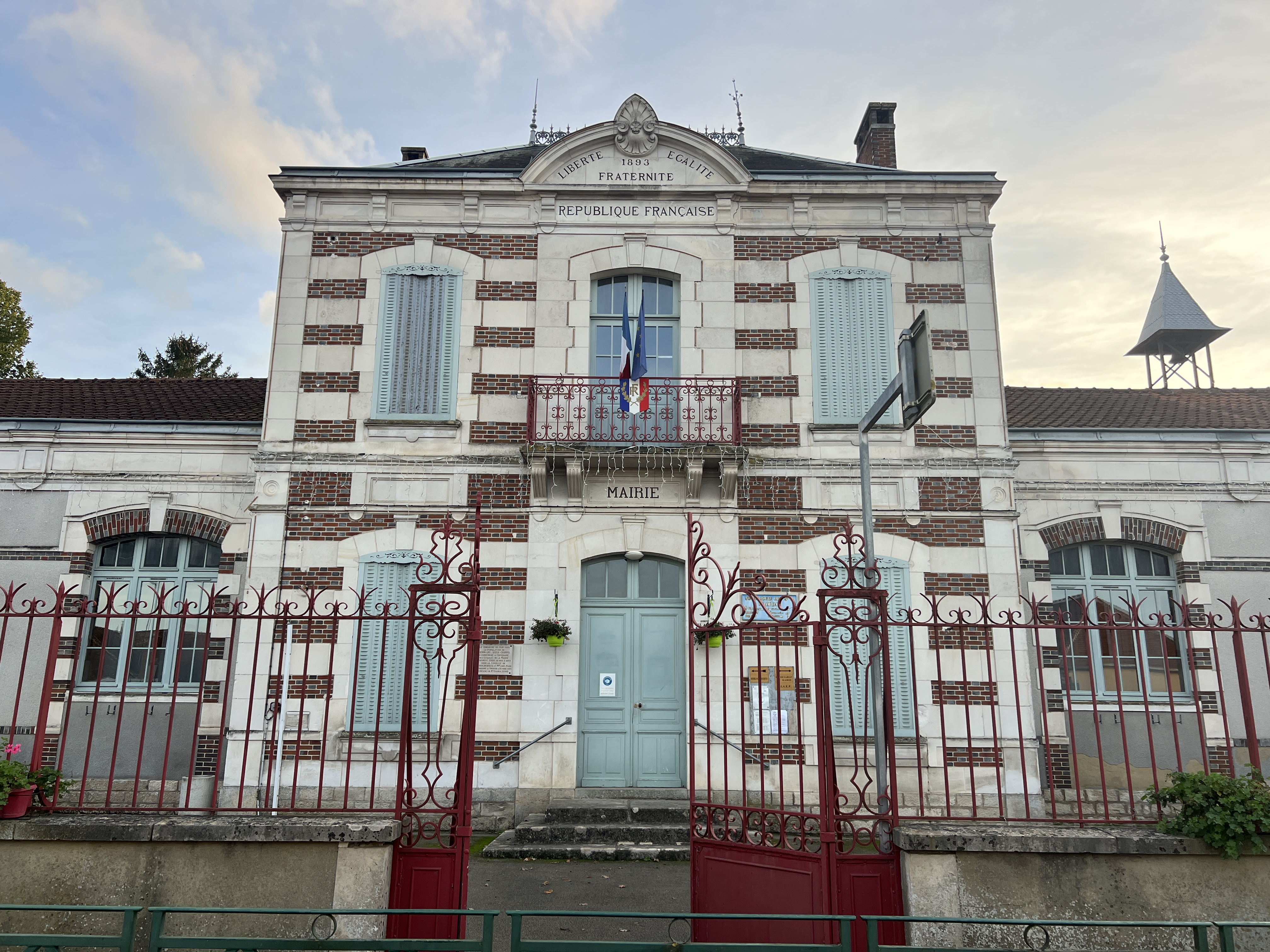
Mairie.

| Période | Période  | Identité        | Étiquette | Qualité     |
| ------- | -------- | --------------- | --------- | ----------- |
| 1945    | 1965     | Léo Desvaux     |           |             |
| 1965    | 1983     | Lucien Guyard   |           |             |
| 1983    | 1989     | Maurice Yot     |           |             |
| 1989    | 2001     | Pascal Debreuve |           |             |
| 2001    | 2008     | Pierre Ovre     |           |             |
| 2008    | En cours | Pascal Fournier | DVD       | Agriculteur |

## Démographie
L'évolution du nombre d'habitants est connue à travers les recensements de la population effectués dans la commune depuis 1793. Pour les communes de moins de 10 000 habitants, une enquête de recensement portant sur toute la population est réalisée tous les cinq ans, les populations de référence des années intermédiaires étant quant à elles estimées par interpolation ou extrapolation. Pour la commune, le premier recensement exhaustif entrant dans le cadre du nouveau dispositif a été réalisé en 2005.

En 2022, la commune comptait 531 habitants, en évolution de −3,1 % par rapport à 2016 (Yonne : −1,95 %, France hors Mayotte : +2,11 %).
| 1793 | 1800 | 1806 | 1821 | 1831 | 1836 | 1841 | 1846 | 1851 |
| ---- | ---- | ---- | ---- | ---- | ---- | ---- | ---- | ---- |
| 592  | 646  | 655  | 616  | 699  | 648  | 643  | 639  | 656  |

| 1856 | 1861 | 1866 | 1872 | 1876 | 1881 | 1886 | 1891 | 1896 |
| ---- | ---- | ---- | ---- | ---- | ---- | ---- | ---- | ---- |
| 640  | 617  | 608  | 546  | 541  | 545  | 512  | 523  | 509  |

| 1901 | 1906 | 1911 | 1921 | 1926 | 1931 | 1936 | 1946 | 1954 |
| ---- | ---- | ---- | ---- | ---- | ---- | ---- | ---- | ---- |
| 463  | 470  | 458  | 382  | 395  | 408  | 414  | 419  | 416  |

| 1962 | 1968 | 1975 | 1982 | 1990 | 1999 | 2005 | 2006 | 2010 |
| ---- | ---- | ---- | ---- | ---- | ---- | ---- | ---- | ---- |
| 464  | 428  | 405  | 427  | 541  | 575  | 577  | 571  | 560  |

| 2015 | 2020 | 2022 | - | - | - | - | - | - |
| ---- | ---- | ---- | - | - | - | - | - | - |
| 550  | 521  | 531  | - | - | - | - | - | - |

## Lieux et monuments

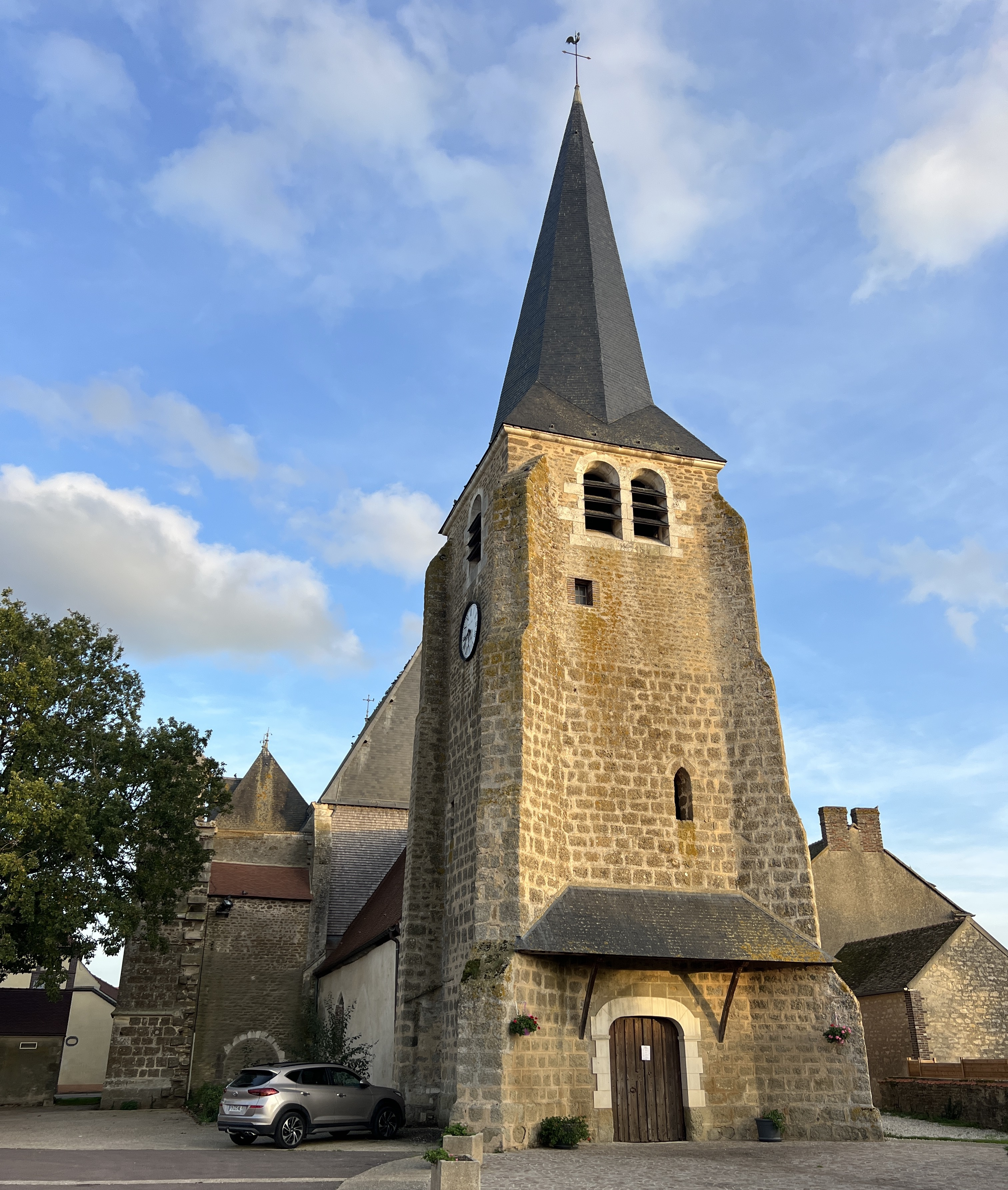
L'église.

- Église Saint-Pierre-et-Saint-Paul de Germigny.

## Pour approfondir